# Stenoponia coelestis
Stenoponia coelestis är en loppart som beskrevs av Jordan et Rothschild 1911. Stenoponia coelestis ingår i släktet Stenoponia och familjen mullvadsloppor. Inga underarter finns listade i Catalogue of Life.